# Portret van een prelaat (Carlo de' Medici?)
Het Portret van een prelaat (Italiaans: Ritratto di prelato) is een schilderij van Andrea Mantegna uit circa 1465-70 dat waarschijnlijk Carlo de' Medici voorstelt. Sinds 1925 maakt het deel uit van de collectie van de Galleria degli Uffizi in Florence.

## Geschiedenis
Er is weinig bekend over het ontstaan van het schilderij, zelfs de identiteit van de geportretteerde prelaat staat niet vast. De meeste aanknopingspunten wijzen in de richting van Carlo de' Medici, de natuurlijke zoon van Cosimo de Oude en een Circassiaanse concubine die hij als slavin meegenomen had uit ballingschap. De donkere huidskleur en blauwe ogen van de geportretteerde lijken dit te onderstrepen. Na zijn jeugd aan het hof van de Medici, volgde Carlo de' Medici een kerkelijke carrière waarin hij provoost en apostolisch protonotaris werd.
Rond 1589 maakte Martino Rota een gravure naar het schilderij voor de familiestamboom van de Medici. In de inventaris van de Medici-collecties van 1533 wordt daarnaast melding gemaakt van een kleine schilderij van Carlo de' Medici, wat wellicht naar dit portret verwijst. In 1464, toen Carlo de' Medici provoost was van de kathedraal van Prato, schilderde Filippo Lippi een frescocyclus in die kerk. Volgens Vasari is de provoost afgebeeld tussen de toeschouwers in een van de scenes. Omdat dit veronderstelde portret niet lijkt op het schilderij van Mantegna, wordt de identificatie soms in twijfel getrokken.
Mantegna heeft niet veel portretten geschilderd. Mogelijk maakte de schilder rond 1466 een reis naar Florence. Het paneel wordt daarom op die periode gedateerd.

## Voorstelling
Het schilderij toont Carlo de' Medici, gekleed in het rode gewaad van een apostolisch protonotaris. Hij is afgebeeld op driekwart lengte, tegen een effen, donkere achtergrond. Deze compositiestijl was een vernieuwing die in de late vijftiende eeuw vanuit Vlaanderen naar Italië werd overgebracht. Voorheen werd de voorkeur gegeven aan profielen, in de oude Romeinse traditie. Waar de schilders uit de Nederlanden een groot belang hechtten aan een uiterst gedetailleerde en realistische weergave van de werkelijkheid, inclusief stoffen, texturen en gelaatsuitdrukkingen, legt Mantegna in dit portret vooral de nadruk op de waardigheid en de status van de geportretteerde prelaat. 

## Afbeelding

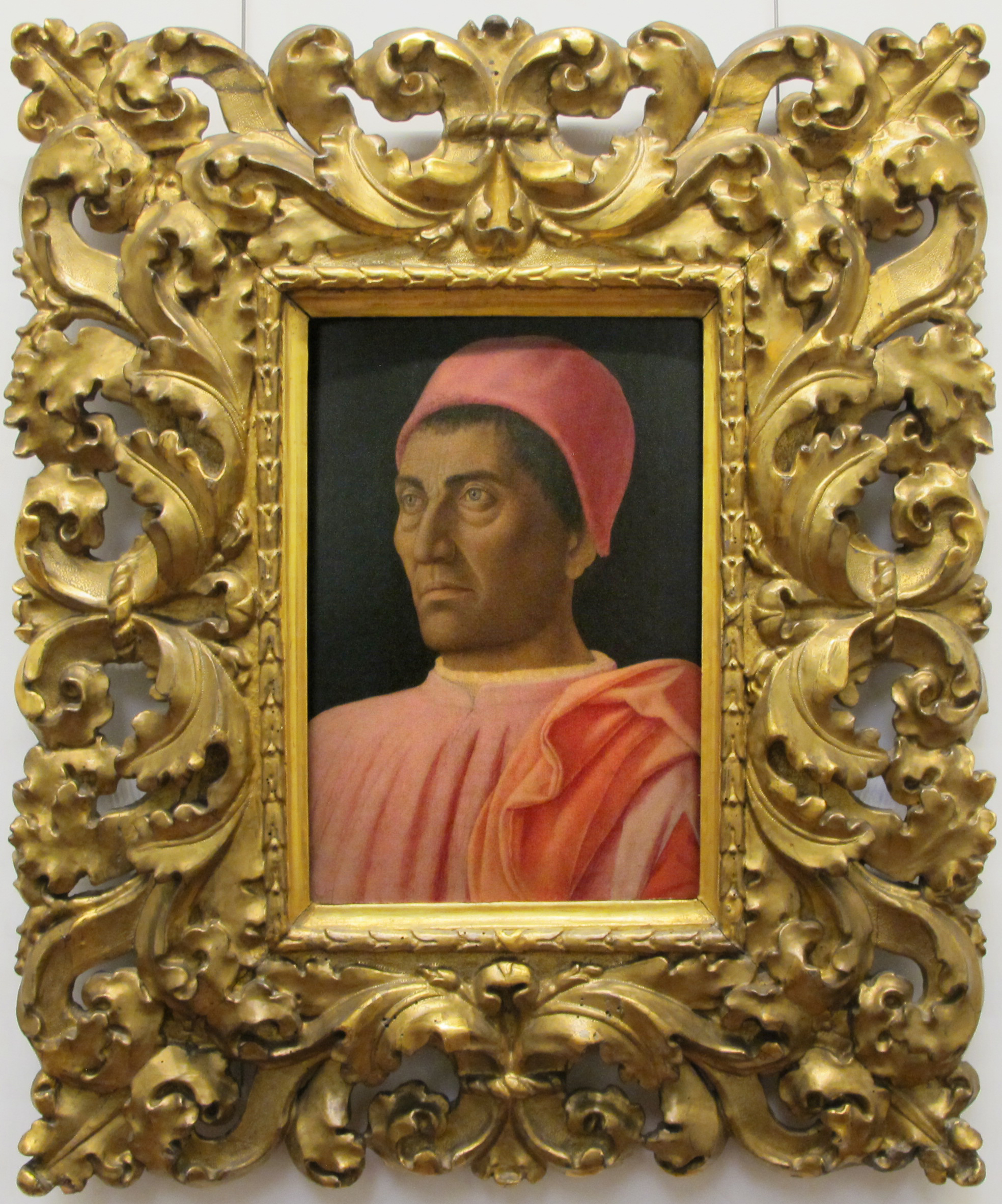
Het schilderij in zijn lijst